# Dieselvijf

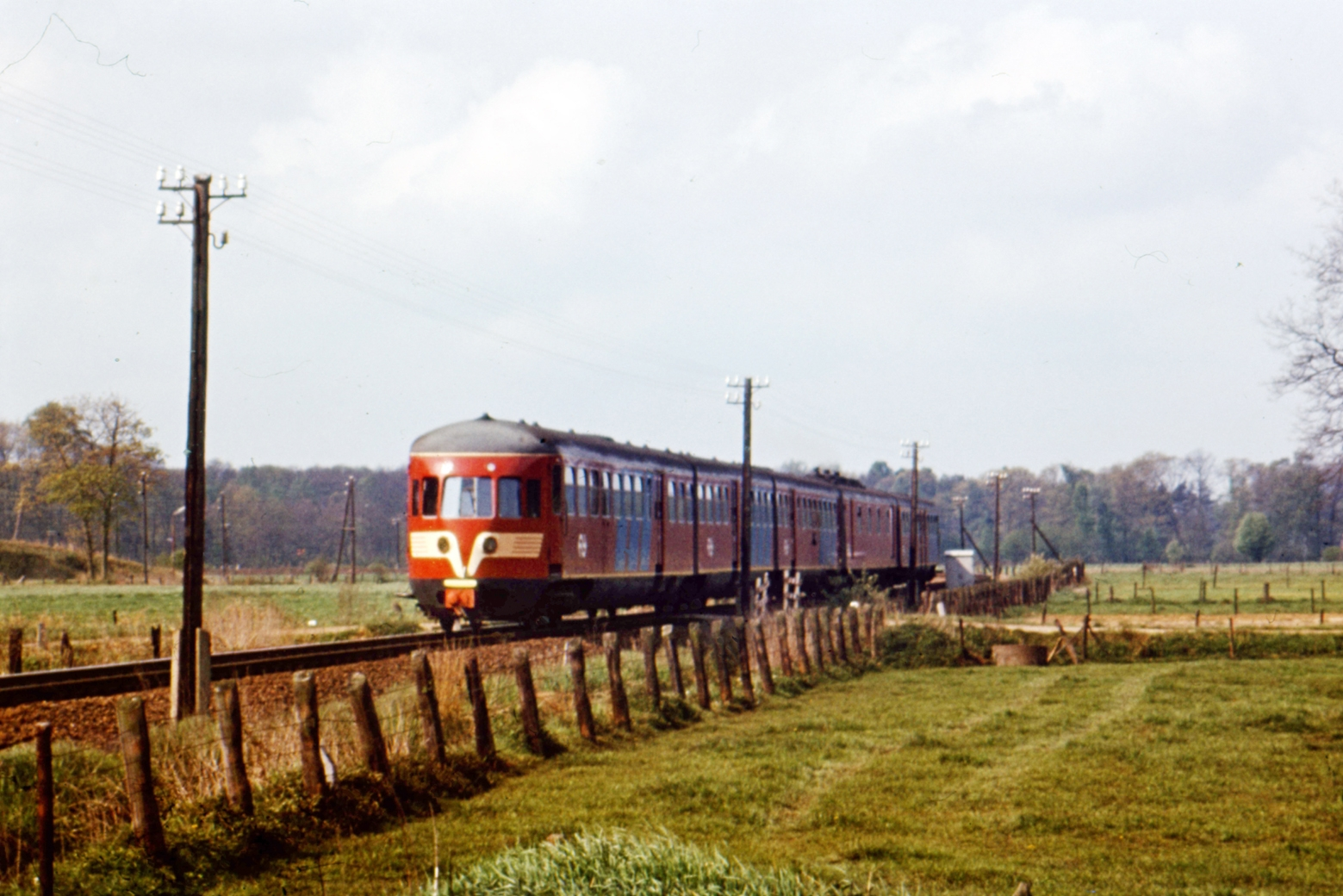
Dieselvijf nabij Winterswijk; 1973.

De Dieselvijf (DE5) is een type dieseltreinstel van de Nederlandse Spoorwegen, gebouwd in 1940-'41.
Bij de Dieselvijf werd voortgebouwd op eerdere typen stroomlijnmaterieel, zoals de Dieseldrie (DE3) die vanaf 1934 bij de Nederlandse Spoorwegen in gebruik was genomen als Mat '34. De dieseltreinstellen die in 1940 werden gebouwd, waren vijfwagenstellen. Ten opzichte van de vorige serie had dit materieel een wat gewijzigde kopvorm, waarbij de ruiten van de machinistencabine groter waren. Deze kopvorm was in 1937 voor het eerst toegepast bij de omBC en zou ook te zien zijn bij de elektrische treinstellen Mat '40. Ook kon men (in het begin) door een glazen tussenwand "over de schouders" van de machinist meekijken, tot er een keer een ongeluk gebeurde waarvan de reizigers getuige waren. Daarna werden deze tussenwanden dichtgemaakt.

## Techniek
Technisch waren de dieselvijven ongeveer gelijk aan de dieseldrie, waarmee ze ook in treinschakeling konden rijden. Ze hadden echter een hogere maximumsnelheid van 160 km/h. Tijdens een proefrit werd zelfs 172 km/h gehaald, een uitzonderlijk hoge snelheid voor een dieseltrein uit die tijd. In normale dienst reden de DE5-en 140 km/h. Om deze hoge snelheid te bereiken hadden ze drie grote Maybach turbo-dieselmotoren (later vervangen door Werkspoor RUB 1612 motoren) die elk meer vermogen - 650 pk elk - hadden dan voorheen. Het remsysteem werd ook aangepast aan de hoge maximumsnelheid: hiertoe kregen de DE5-en hogedrukremmen en elektromagnetische railremmen onder de loopdraaistellen.
Op elke dieselmotor was een hulpgenerator aangebracht voor de stuurstroom, het opladen van de batterijen en de verwarming en binnenverlichting. Tevens was op de eerste dieselmotor een motorgenerator aangebracht voor een constante 100 V spanning. Verder was er een 12 voltcircuit voor de seinverlichting en ruitverwarming, dat werd gevoed door een transformator. Iedere motor had een apart koelwatercircuit met een volautomatische oliekachel om het koelwater in de winter voor te verwarmen. De drie koelunits zaten onder de vloer van de motorwagen ter hoogte van de generatoren. De verwarming van de reizigerscompartimenten en cabines geschiedde zowel elektrisch als door middel van het koelwater. De verwarmingsinstallatie kon ook koude lucht blazen.
Een andere bijzonderheid waren meldlampen voor remcontact en voor de railremmen die alleen uitgingen als alle remmen los waren of als alle railremmen opgetrokken waren.

## Indeling
- Ck-Coo-Co-MD(r)-ABk
- Ck: lengte 22,24 m, 2 derde-klasafdelingen.
- Coo: lengte 17,61 m, 2 derde-klasafdelingen, 2 toiletten.
- Co: lengte: 20,26 m, 1 derde-klasafdeling en restauratieafdeling met tafels tussen de banken en buffet.
- MD: lengte 23,72 m, 2 drieassige draaistellen, keuken, kleine bagageruimte, motorruimte met langsgang, grote bagageruimte, conducteursruimte.
- ABk: lengte 25,10 m, 2e-klas- en 1e-klascoupés, 2 toiletten, open afdeling 2e klas.
- Lengte totaal: 108,93 m
- Lengte over koppeling: 109,63 m
- Gewicht dienstvaardig ledig: 246 ton, beladen: 275 ton
- Max. vermogen: 1950 pk, ~1435 kW
- Aantal zitplaatsen 1e klas: 11
- Aantal zitplaatsen 2e klas: 38
- Aantal zitplaatsen 3e klas: 216
- Aantal staanplaatsen 1e en 2e klas: 30
- Aantal staanplaatsen 3e klas: 70
- Totaal aantal plaatsen: 365.

## Inzet
De Dieselvijven waren geschikt voor een - zeker voor die tijd - hoge maximumsnelheid van 160 km/h. Zij waren bedoeld voor het lange-afstandsverkeer op het slechts gedeeltelijk geëlektrificeerde spoorwegnet. Buiten het westen en midden van het land was nergens bovenleiding te vinden. Op 22 april 1940 werd een treinstel gepresenteerd aan pers en directie van de Nederlandse Spoorwegen met een rit van Utrecht naar Groningen. Daar werd aangekondigd dat de eerste zes treinstellen met ingang van de -uiteindelijk nooit ingevoerde- dienstregeling van 19 mei 1940 dienst zouden doen tussen Groningen en het westen van het land. Ook waren zij bedoeld voor het internationale treinverkeer. Hiertoe hadden ze op de motorwagen de tekst: "Nederlandsche Spoorwegen" staan, en hadden ze een ingebouwde keuken.
Als gevolg van de oorlogsomstandigheden in de Tweede Wereldoorlog kon het materieel na de bouw niet meteen in dienst gesteld worden. Volgens sommige bronnen hebben in de zomer van 1940 enkele treinen gereden. Door de schaarste aan vloeibare beandstof mochten de treinen niet meer worden ingezet. De dieselaggregaten werden door de Duitse Kriegsmarine gevorderd. Door oorlogshandelingen en afvoer naar het oosten ging een deel van de nog nieuwe treinstellen al binnen enkele jaren verloren. De treinstelserie die na de oorlog uit de overgebleven rijtuigen werd geformeerd deed nog zo'n 25 jaar dienst. Twee stellen werden samengesteld uit twee overgebleven machinewagens met overtollige rijtuigbakken van het elektrische Mat '40. Uiteindelijk waren er veertien treinstellen beschikbaar (van de oorspronkelijke achttien). Voor het lange-afstandsverkeer Randstad - Noorden van het land zijn de DE5-en tot 1951 gebruikt. Daarna belandden ze in Zeeland en Brabant.
In de jaren vijftig reden de Dieselvijven op de lijnen Nijmegen – Vlissingen en Roermond – Nijmegen – Enschede. Daarna sleten zij hun dienst op secundaire spoorlijnen, zoals Arnhem – Winterswijk, en Amsterdam – Hoorn – Enkhuizen. Toen deze laatste lijn in 1974 werd geëlektrificeerd, ging dit materieel buiten dienst. Er is niets voor museumdoeleinden bewaard gebleven.
Van de opvolger van de DE5, de DE4 (Nederlands-Zwitsers TEE-treinstel) uit 1957 is nog wel een gedeelte bewaard. De (niet bewaarde) motorwagen van een DE4 is gebaseerd op die van de DE5, echter met een verbeterde koeling.

## Interieurfoto's

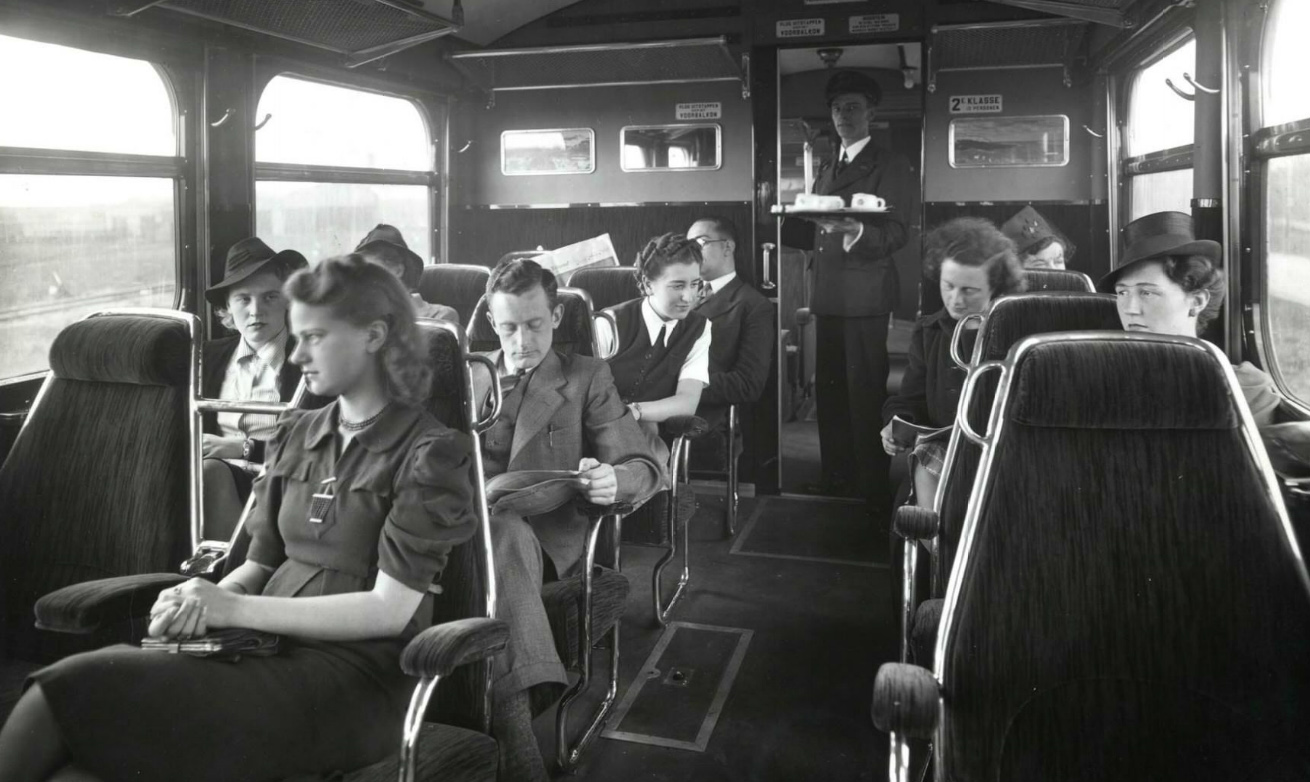
Interieur kopbak 2e klasse
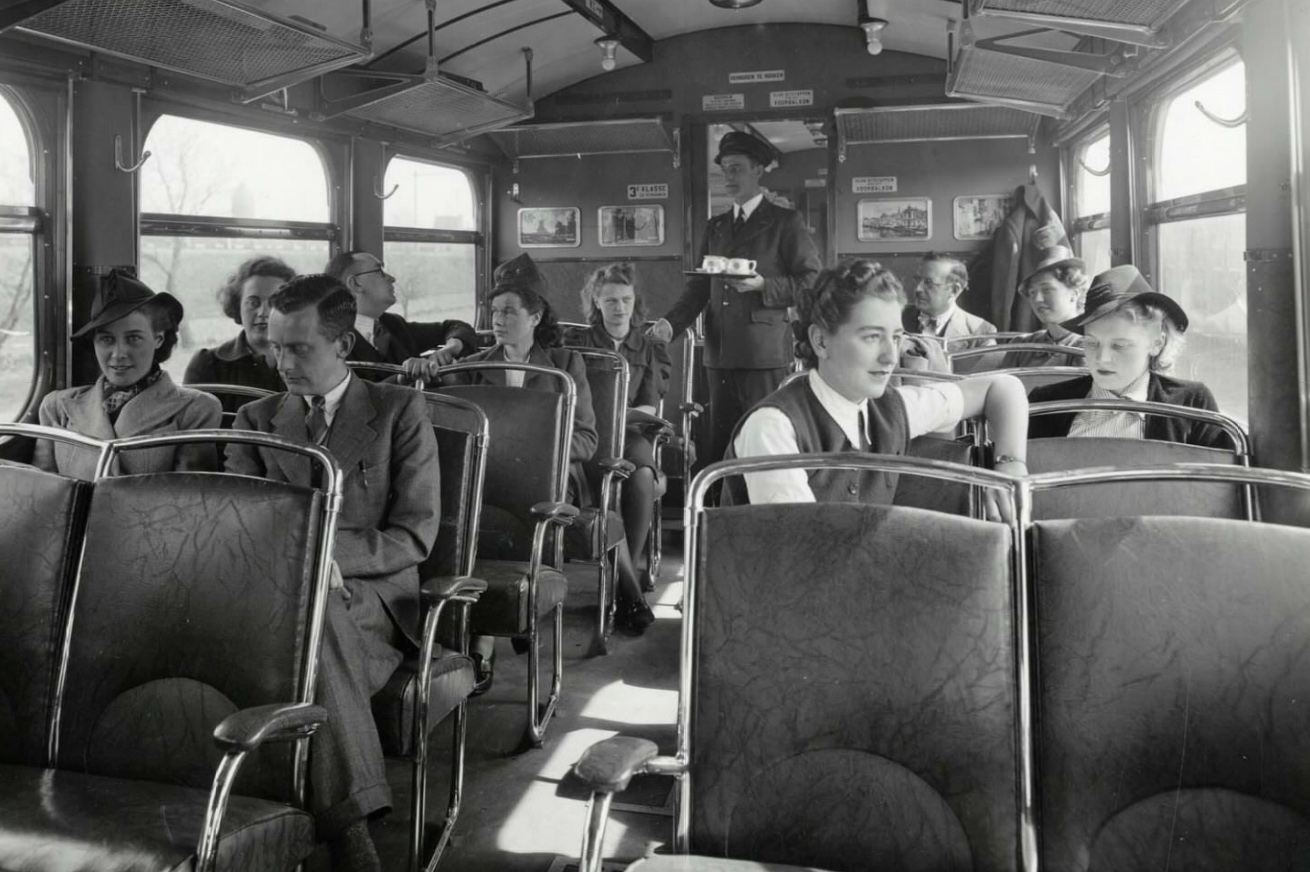
Interieur kopbak 3e klasse